# Trofeo Colin Chapman
Trofeo Colin Chapman es un trofeo instaurado en la Temporada 1987 de Fórmula 1 que premiaba a la mejor escudería equipada con motor de aspiración natural o atmosférico. En su única temporada fue ganado por el equipo Tyrrell gracias a las actuaciones de sus pilotos Jonathan Palmer y Philippe Streiff.

## Antecedentes
La FIA había determinado que para la Temporada 1989 de Fórmula 1 los motores turboalimentados serían ilegales. Estos motores, que figuraban en la categoría desde que el Renault RS01 con su motor turbo de 1,5 l, se estrenara como el primer motor turbo en la historia de F1 en el Gran Premio de Gran Bretaña de 1977, dominaban la Fórmula 1 sin contrapeso. Desde la temporada 1983 cuando Nelson Piquet logró el título a bordo de un Brabham equipado con un motor BMW M12/13 1.5 L4t, todos los campeones del título de pilotos y constructores lo habían sido pilotando monoplazas equipados con turbo y las escuderías que contaban con motores aspirados no eran competitivas. Para 1986, los motores turbo otorgaban una diferencia de unos 300CV en carrera y 400CV en calificación respecto de los motores aspirados, consiguiendo hasta 50 km/h de diferencia en circuitos veloces como Österreichring o Monza.
Como a partir de 1989 los turbo no serían parte de la Fórmula 1, se requería preparar a la afición para la competencia en exclusiva de los motores aspirados en la categoría. Para ello la FIA ideó dos trofeos que premiaban solamente a los coches con motor atmosférico, generando una suerte de subcategoría dentro de la Fórmula 1: El Trofeo Jim Clark, en homenaje al mítico piloto escocés tricampeón de la categoría en los años 60 cuyo 20.º aniversario de su deceso se cumpliría al año siguiente, que premiaba al piloto que obtuviera mayor puntuación de entre los vehículos aspirados y el Trofeo Colin Chapman, en homenaje al revolucionario fundador de Lotus que premiaba a la escudería que, sumados los puntajes de sus pilotos, obtuviera la mayor suma de puntos al final de la temporada.
De todos modos, se trataba de una competición paralela, por lo que las escuderías seguían compitiendo igualmente en el Campeonato Mundial de Constructores de Fórmula 1.

## Puntuación
Se estipuló que el puntaje final correspondería a la suma de los 11 mejores resultados de la temporada de los pilotos de cada escudería, excluyendo las escuderías motorizadas con turbo, considerando los siguientes puntos por posición en cada gran premio:
| Posición  | Puntaje  |
| --------- | -------- |
| 1.º lugar | 9 puntos |
| 2.º lugar | 6 puntos |
| 3.º lugar | 4 puntos |
| 4.º lugar | 3 puntos |
| 5.º lugar | 2 puntos |
| 6.º lugar | 1 puntos |

## Temporada 1987
El único motor de aspiración natural que compitió en la temporada fue el Ford Cosworth DFZ 3.5 L V8 derivado del DFV, que producía 575 CV (429 kW).
Los equipos motorizados por este motor eran Tyrrell, Larrousse, AGS, March y Coloni.

### Escuderías y pilotos
La siguiente tabla muestra las escuderías que competirían por el Trofeo Colin Chapman, ordenados según la clasificación del campeonato de constructores de la temporada anterior.
| Escudería                      | Chasis  | Chasis  | Motor                    | Neu. | N.º | Pilotos          | Rondas |
| ------------------------------ | ------- | ------- | ------------------------ | ---- | --- | ---------------- | ------ |
| Data General Team Tyrrell      | Tyrrell | DG016   | Ford Cosworth DFZ 3.5 V8 | G    | 3   | Jonathan Palmer  | Todas  |
| Data General Team Tyrrell      | Tyrrell | DG016   | Ford Cosworth DFZ 3.5 V8 | G    | 4   | Philippe Streiff | Todas  |
| Team El Charro AGS             | AGS     | JH22    | Ford Cosworth DFZ 3.5 V8 | G    | 14  | Pascal Fabre     | 1-14   |
| Team El Charro AGS             | AGS     | JH22    | Ford Cosworth DFZ 3.5 V8 | G    | 14  | Roberto Moreno   | 15-16  |
| Leyton House March Racing Team | March   | 87P 871 | Ford Cosworth DFZ 3.5 V8 | G    | 16  | Ivan Capelli     | Todas  |
| Larrousse Calmels              | Lola    | LC87    | Ford Cosworth DFZ 3.5 V8 | G    | 29  | Yannick Dalmas   | 14-16  |
| Larrousse Calmels              | Lola    | LC87    | Ford Cosworth DFZ 3.5 V8 | G    | 30  | Philippe Alliot  | 2-16   |
| Enzo Coloni Racing Car System  | Coloni  | FC187   | Ford Cosworth DFZ 3.5 V8 | G    | 32  | Nicola Larini    | 11, 13 |

### Resultado final
| Pos.    | Piloto       | Puntos    |
| ------- | ------------ | --------- |
| 1       | Tyrrell-Ford | 135 (169) |
| 2       | Lola-Ford    | 43        |
| 3       | AGS-Ford     | 41        |
| 4       | March-Ford   | 38        |
| NC      | Coloni-Ford  | 0         |
| Fuente: |              |           |